# Haukenes
Haukenes est une localité du comté de Nordland, en Norvège.

## Géographie
Administrativement, Haukenes fait partie de la kommune de Sørfold.